# Odense FC

Odense FC var en floorballklub, der lå i Odense, og som blev stiftet i 1995, de var bedst placeret hos herrerne i 1. division og hos damerne i Floorball-Ligaen.
De har tidligere spillet et par sæsoner i den bedste danske række for herre, Unihoc Floorball Ligaen
En klub ved samme navn blev blev stiftet i 2012 under navnet Black Swans Floorball Club. Men skiftede i 2015 til det nuværende Odense Floorball Club.
 Der er for få eller ingen kildehenvisninger i denne artikel, hvilket er et problem. Du kan hjælpe ved at angive troværdige kilder til de påstande, som fremføres i artiklen.

| Sport | Spire Denne artikel om sport er en spire som bør udbygges. Du er velkommen til at hjælpe Wikipedia ved at udvide den. |